# Artillerie de campagne durant la guerre de Sécession

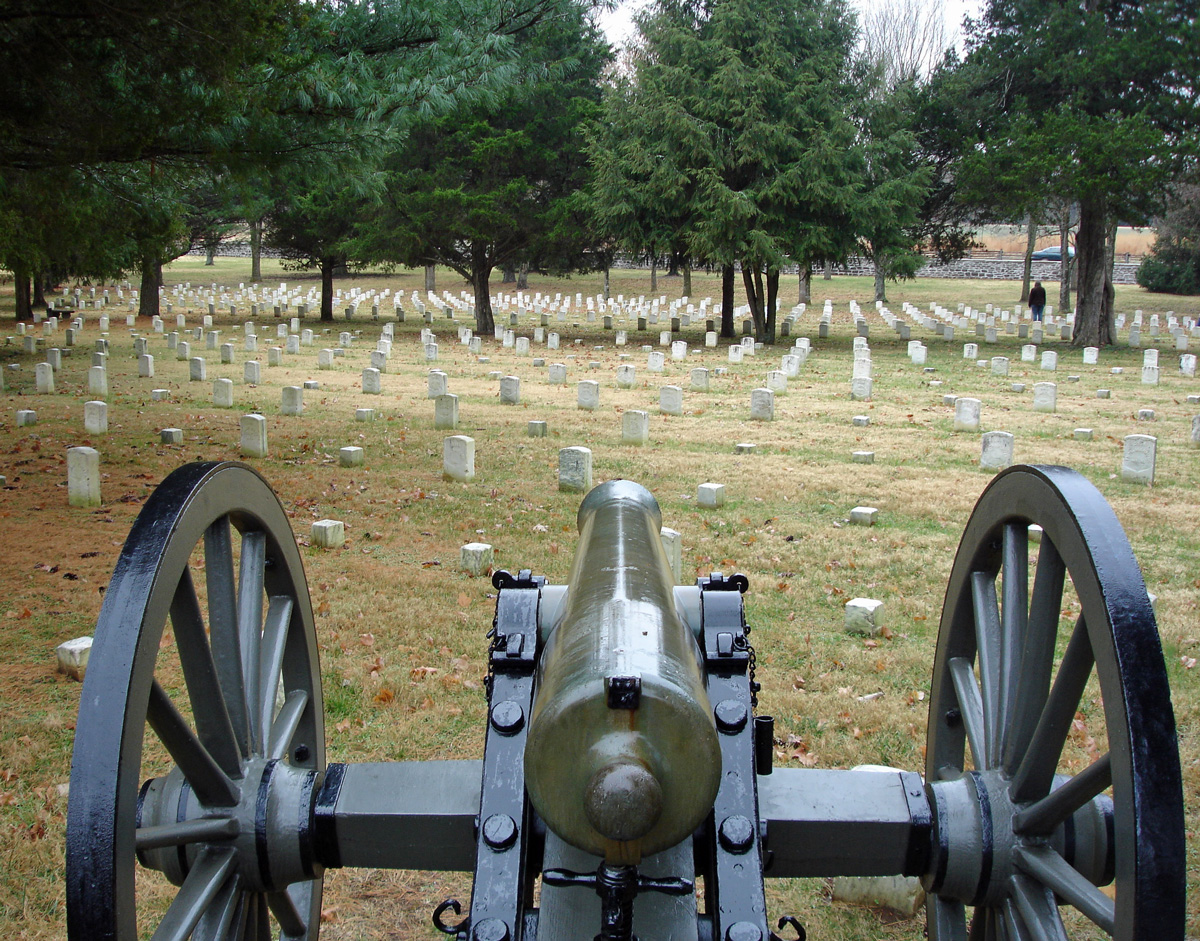
Un canon Modèle 1857 « Napoléon » au cimetière militaire du champ de bataille de Stones River.

L'artillerie de campagne durant la guerre de Sécession couvre le domaine des pièces d'artillerie, de leurs équipements, de leur mise en œuvre et des tactiques utilisées durant la Guerre de Sécession. L'artillerie de campagne est entendue comme celle ayant pour objet de soutenir l'infanterie et la cavalerie sur le champ de bataille. Cet article ne couvre pas le domaine de l'artillerie de siège, l'artillerie statique placée dans des fortifications, ni l'artillerie côtière. Elle ne comprend pas non plus les armes de petit calibre, artillerie spécialisée, que l'on retrouvera dans les articles sur les armes de l'infanterie.

## Les armes
Les principales pièces d'artillerie utilisées sur le terrain sont listées dans le tableau ci-après.
| Nom                                                                  | Tube      | Tube         | Tube                  | Tube       | Projectile (lb) | Charge (lb) | Vitesse du projectile (ft/s) | Portée (yd at 5°) |
| Nom                                                                  | Matériaux | Calibre (in) | Longueur du tube (in) | Poids (lb) | Projectile (lb) | Charge (lb) | Vitesse du projectile (ft/s) | Portée (yd at 5°) |
| -------------------------------------------------------------------- | --------- | ------------ | --------------------- | ---------- | --------------- | ----------- | ---------------------------- | ----------------- |
| 6-livres                                                             | bronze    | 3.67         | 60                    | 884        | 6.1             | 1.25        | 1,439                        | 1,523             |
| M1857 12-livres "Napoleon"                                           | bronze    | 4.62         | 66                    | 1,227      | 12.3            | 2.50        | 1,440                        | 1,619             |
| 12-livres Obusier                                                    | bronze    | 4.62         | 53                    | 788        | 8.9             | 1.00        | 1,054                        | 1,072             |
| 12-livres Mountain Obusier                                           | bronze    | 4.62         | 33                    | 220        | 8.9             | 0.5         | ---                          | 1,005             |
| 24-livres Obusier                                                    | bronze    | 5.82         | 64                    | 1,318      | 18.4            | 2.00        | 1,060                        | 1,322             |
| 10-livres Parrott rifle                                              | fer       | 2.9 or 3.0   | 74                    | 890        | 9.5             | 1.00        | 1,230                        | 1,850             |
| 3-inch Ordnance Rifle                                                | fer forgé | 3.0          | 69                    | 820        | 9.5             | 1.00        | 1,215                        | 1,830             |
| 14-livres James Rifle,.                                              | bronze    | 3.80         | 60                    | 875        | 14.0            | 1.25        | ----                         | 1,530             |
| 20-livres Parrott rayé                                               | fer       | 3.67         | 84                    | 1,750      | 20.0            | 2.00        | 1,250                        | 1,900             |
| 12-livres Whitworth rayé à chargement par la culasse                 | fer       | 2.75         | 104                   | 1,092      | 12.0            | 1.75        | 1,500                        | 2,800             |
| Les caractères en italiques se rapportent aux obus, non aux boulets. |           |              |                       |            |                 |             |                              |                   |

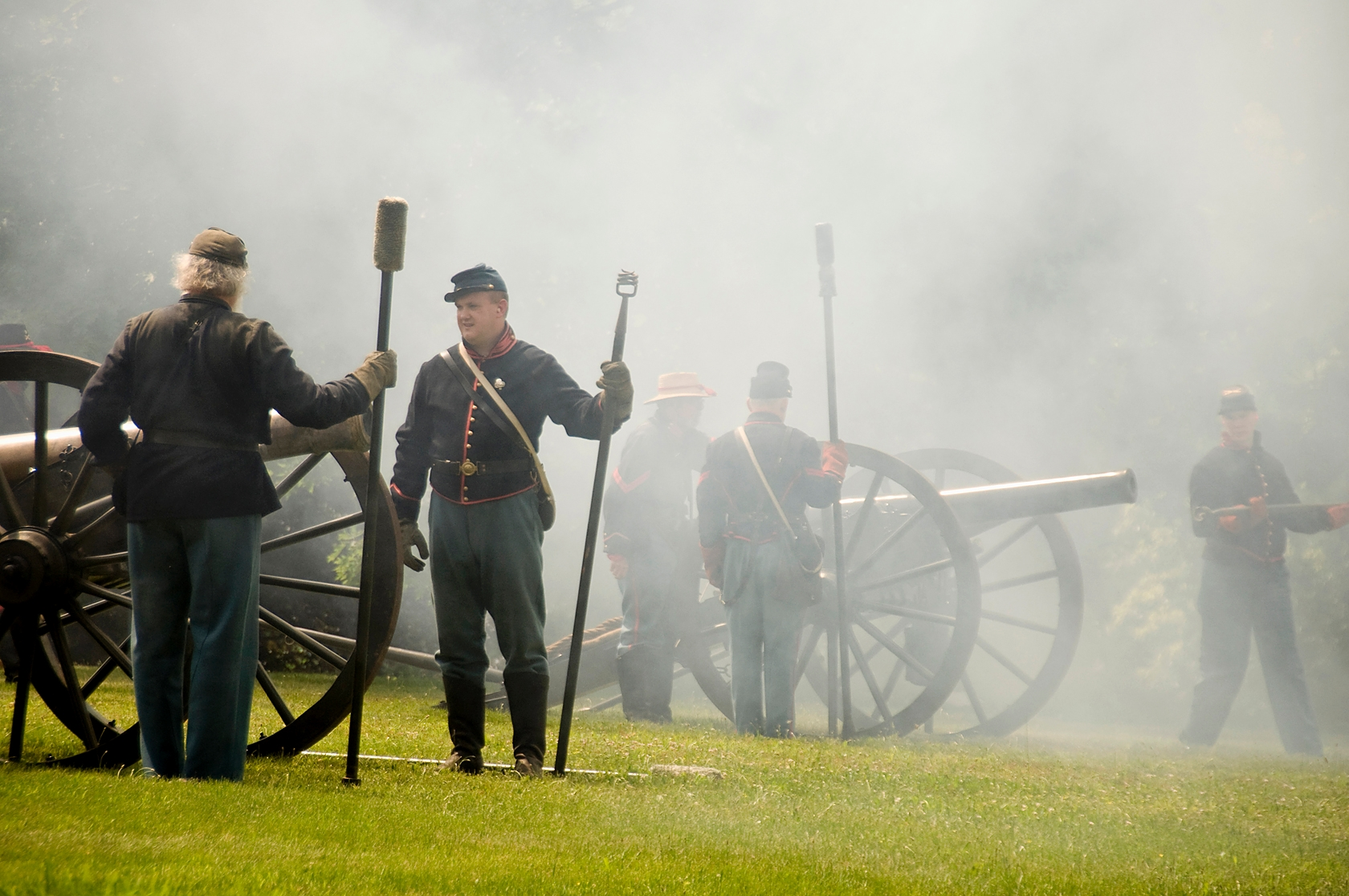
Démonstrations de l'utilisation de canons rayés type ordnance au Springfield Armory, en juin 2010

Les pièces d'artillerie utilisées durant la guerre de Sécession peuvent être réparties entre deux catégories : les canons à âme lisse et les canons rayés. La première catégorie intègre aussi les obusiers.

### Canons à âme lisse
Les canons à âme lisse sont ceux dont l'intérieur du tube ne porte pas de rayures. Historiquement, c'est le type de canon le plus ancien. À l'époque de la guerre de Sécession, la métallurgie et autres techniques apparentées avaient suffisamment évolué pour être en mesure de produire de grandes quantités de canons de campagne rayés. Cependant, les canons lisses étaient toujours en usage et en production ; et ce, jusqu'à la fin du conflit. Les canons lisses de l'artillerie de campagne comprenant les canons au sens strict et les obusiers. On peut aussi classer les pièces d'artillerie selon le type de métal utilisé ; on aura alors, d'un côté, les canons en bronze et, de l'autre, les canons en fer, ce dernier étant soit coulé, soit forgé. Il existe aussi des exemples de canons en acier. Enfin, les pièces d'artillerie sont généralement identifiées par leur type (modèle et année de prise en compte par le « Ordnance department »).
Les canons à âme lisse sont aussi différenciés par leur calibre, celui-ci étant donné par le poids, en livres, du projectile (boulet plein, en fer) qu'ils tirent. Pour donner un exemple, un canon de campagne de 12 livres tire un boulet de 12 livres dont le diamètre (4,62 pouces (117,348 mm) correspond à celui de l'âme du canon. Selon une tradition remontant au XVIIIe, il était courant de mélanger, au sein d'une même batterie, des canons avec des obusiers. L'organisation prévalant au début du conflit voyait des obusiers de 12 livres entrer dans les batteries alignant des canons de 6 livres ; des obusiers de 24 livres pour celles alignant des 9 ou des 12 livres. L'augmentation rapide du nombre de canons au sein des armées combattantes, l'arrivée en masse des canons rayés ainsi que la polyvalence du canon de 12 livres « Napoleon » ont largement contribué à un renouvellement des modes de mélanges de pièces au sein des batteries.

#### Canons

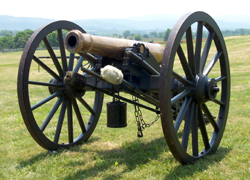
Canon modèle 1841 tirant des boulets de 6 livres. C'était le modèle de base lors de la Guerre contre le Mexique ; obsolète à l'époque de la Guerre de Sécession.

Les canons à âme lisse sont prévus pour tirer des projectiles pleins (boulets) avec une grande vitesse initiale, à tir tendu, en visant des cibles à découvert. D'autres types de projectiles, comme les obus ou les boîtes à mitraille peuvent aussi être tirées par ce type de pièces d'artillerie. Ils ont un tube plus long que celui des obusiers, et utilisent des charges de poudre plus importantes pour obtenir le résultat désiré. Les pièces d'artillerie de campagne existent en différentes tailles, nommées par le poids du boulet, en livres, qu'elles utilisent : 6-livres (diamètre interne du tube de 3.67 inch), 9-livres (4.2 inch), et 12-livres (4.62 inch). En dehors de la remise en service de pièces d'artillerie en fer anciennes, et du fait que les confédérés réalisèrent un certain nombre de canons neufs en fer, la plupart des canons présents sur les champs de bataille étaient en bronze.
Au début du conflit, les canons de 6 livres utilisés étaient des modèles 1835, 1838, 1839, et 1841. Quelques canons en fer, modèle 1819, furent même remis en service. En 1861, chaque camp alignait plusieurs centaines de ces canons de 6 livres. Mais ses projectiles, considérés comme trop légers, amenèrent à se tourner vers d'autres modèles. En 1863, les 6 livres avaient quasiment disparu des armées nordistes. En revanche, les sudistes continuèrent à les utiliser jusqu'à la fin du conflit.
Les canons de calibre supérieur, 9 et 12 livres, ont été moins bien représentés. Le canon de 9 livres figurait encore sur les manuels de l'Artillerie et de l'Ordnance en 1861, mais très peu avaient été mis en service après la guerre de 1812. Ils avaient quasiment tous été réformés avant la Guerre contre le Mexique et rares sont les traces les concernant pendant la Guerre de Sécession. Les pièces de campagne de 12 livres sont représentés par une série de modèles similaires aux 6 livres, mais en nombre plus restreint. Au moins une batterie nordiste, le 13e Indiana, mit en service des pièces de 12 dans les premiers temps de la guerre. Le principal reproche fait à ces pièces était leur poids, entravant leur mobilité, imposant des attelages de 8 chevaux là où 6 suffisaient pour des pièces plus légères. Un petit nombre de 12 livres furent rayés au début du conflit, mais plus à titre expérimental, les sources n'indiquent pas que ces pièces soient apparues sur le champ de bataille.
Le canon à âme lisse le plus populaire était, et de loin, le 12 livres, modèle 1857 dit « Napoléon ». Ce canon était moins lourd que les précédents types de canons de 12 livres. Il pouvait être déplacé avec l'attelage habituel de 6 chevaux, tout en offrant les avantages d'un calibre plus gros que les autres canons. Il est aussi parfois qualifié de canon-obusier, en ce qu'il possédait les caractéristiques des deux types (ce qui est détaillé plus bas dans ce article).

#### Obusiers

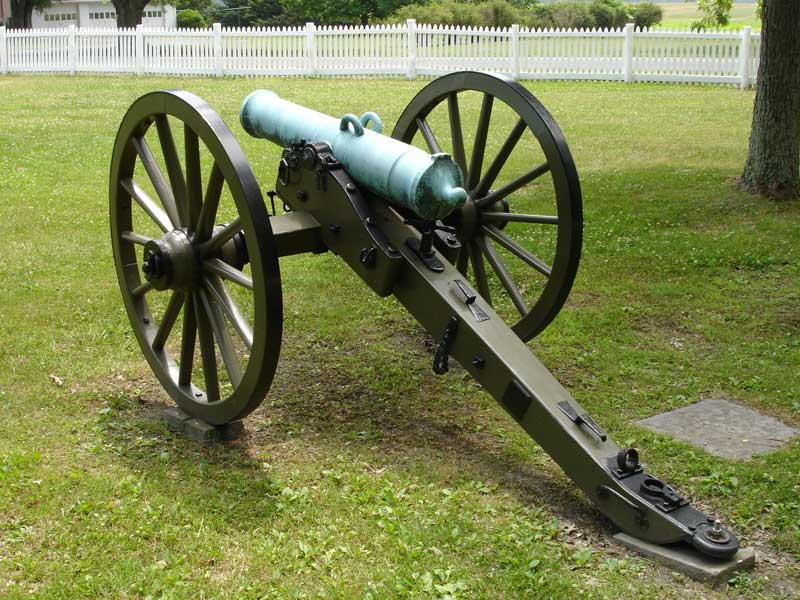
Obusier de 24-livres d'origine autrichienne importé par la Confédération. Son tube est plus court et plus léger que les obusiers de 24-livres fédéraux.

Les obusiers étaient des canons dont le tube était court et destinés au tir oblique d'obus, mais aussi d'obus et de mitraille à une portée inférieure des canons classiques.Si l'artillerie de campagne est plutôt prévue pour tirer sur des cibles à découvert, les obusiers sont plus prévus pour pratique le tir indirect, c'est-à-dire sur des cibles abritées, par le terrain ou des fortifications. Les obusiers avaient cet avantage d'utiliser des charges poudre inférieures à celles utilisées par les canons de même calibre. Les obusiers de campagne, mis en œuvre durant la guerre de Sécession, étaient de 12 livres (4.62 inch bore), 24-livres (5.82 inch bore), et 32-livres (6.41 inch bore). Les obusiers étaient généralement en bronze, sauf pour certaines productions sudistes.
Associés aux canons de 6 livres dans la période précédant la guerre, les obusiers de 12 livres étaient représentés par des modèles 1841, 1835 et 1838. Grâce à un poids relativement léger et un projectile assez lourd, cet obusier faisait partie des inventaires pour être remplacé par les 12 livres Napoléon. Il subsistera dans les armées confédérées jusqu'à la fin du conflit.
Comme les canons de gros calibre, les obusiers lourds étaient disponibles en quantité limitée au début de la guerre. Les archives sudistes comme nordistes donnent des exemples d'obusiers de 24-livres livrés durant le conflit, et l'on conserve des exemplaires d'obusiers de ce type, autrichiens, importés par les confédérés. Ces obusiers ont trouvé place dans les réserves d'artillerie des différentes armées. Ils céderont place, au fil du temps, aux canons rayés de gros calibre. Le seul obusier de 24-livres répertorié dans l'armée de Virginie du nord faisait partie de la batterie Woolfolk (ultérieurement devenu bataillon alignant 2 batteries de 4 pièces). Si l'on excepte les combats les plus à l'ouest du territoire (c'est-à-dire la batterie Halls à la bataille de Valverde, au Nouveau-Mexique), l'armée fédérale n'a pas utilisé d'obusiers de 24-livres sur le terrain. Ces obusiers de 24 et 32 livres ont plutôt été utilisés dans des places fortifiées ; une exception est celle de la compagnie « L » du 1er régiment d'artillerie du Connecticut, en 1864 ; elle alignait 2 obusiers de 32 et un de 24 et repousse le 2 juin l'assaut du 22e régiment de Caroline du sud en utilisant des boites à mitraille.
Moins connu, l'obusier de montagne de 12-livres fut utilisé dans les opérations de l'ouest et, plus tard, dans les guerres indiennes. Cette pièce polyvalente pouvait utiliser soit un affût, pouvant être déplacé par un seul cheval, voire être démontée pour être transportée par des animaux de bât, soit placée sur un affût plus large, déplaçable par deux chevaux,. Vestige de la Guerre américano-mexicaine, plusieurs centaines de ces pièces furent mises en service par les fonderies nordistes durant la guerre, tandis que la fonderie sudiste de Tredegar en produisait 21 de plus. A la bataille de Glorieta, une batterie nordiste de 4 de ces obusiers se révéla particulièrement efficace. Pour sa part, Nathan Bedford Forrest eu recours fréquemment à ces obusiers de montagne dans les combats à courte distance qu'il cherchait à provoquer.

#### 12-livres Napoleon
Le canon lisse de 12 livres, dit "Napoleon", a été le plus populaire des canons utilisés durant la Guerre de Sécession. Il tient son nom de Napoléon III et recevait des louanges pour sa sécurité qu'il offrait aux artilleurs, sa fiabilité et son efficacité, en particulier à courte distance. Dans les manuels d'artillerie de l'époque, il est dénommé canon léger de 12 livres, pour le différencier des autres 12 livres, plus lourds, au tube plus long et rarement déployés sur le champ de bataille. Arrivé aux États-Unis en 1857, il est le dernier représentant des canons coulés en bronze mis en œuvre par l'armée américaine. Les types utilisés par les nordistes sont reconnaissables à la forme de leur bouche évasée (voir illustrations ci-après). Ceci étant, il était comparativement plus lourd que les autres canons de campagne et plus difficile à déplacer en terrain varié.
Les « Napoléons » fabriqués par les sudistes sont de six types différents et reconnaissables, généralement, à leur bouche droite, non évasée. Les fonderies de Tredegar, à Richmond), auraient produit 125 « Napoléons » dont 4 subsisteraient actuellement. Au début de 1863, Robert Lee renvoie aux fonderies de Tredegar la quasi-totalité des canons de 6 livres de l'Armée de Virginie du Nord pour être refondus et transformés en « Napoléons ». Le cuivre, requis pour obtenir le bronze, devenait difficile à obtenir pour les sudistes, surtout après que les mines de Ducktown (dans la région de Chattanooga) soient tombées aux mains des nordistes, en novembre 1863. La fonte de « Napoléons » de bronze cesse pour les sudistes et, en janvier 1864, Tredegar commence à produire des « Napoléon » de fonte.
Un artilleur confédéré a écrit : « Nos canons étaient des 12 livres Napoléon en bronze, à âme lisse, mais reconnus comme les meilleurs canons pour tout ce que l'on pouvait avoir à faire sur le terrain. Ils tiraient des boulets, des obus, des boites à balles (grapeshots) ou de la mitraille, et étaient précis jusqu'à 1 milles (1,61 km). On ne les aurait pas échangés contre des Parrott ou un autre type de canon. Ils étaient beaux, parfaits dans leur forme, gracieusement effilée de la bouche à la culasse, sans anses ou ornement de quelque sorte que ce soit. Nous étions fiers d'eux au point de presque les considérer humains,... ».

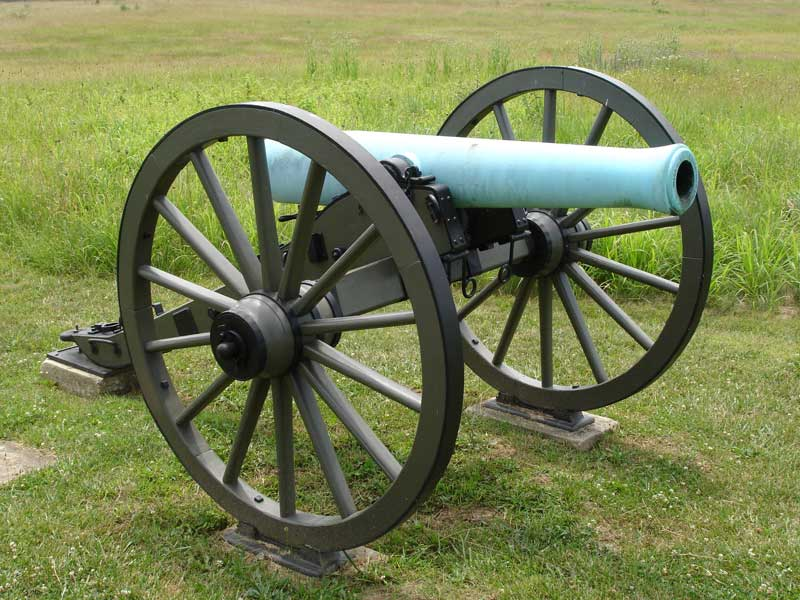
M1857 12-livres "Napoléon"
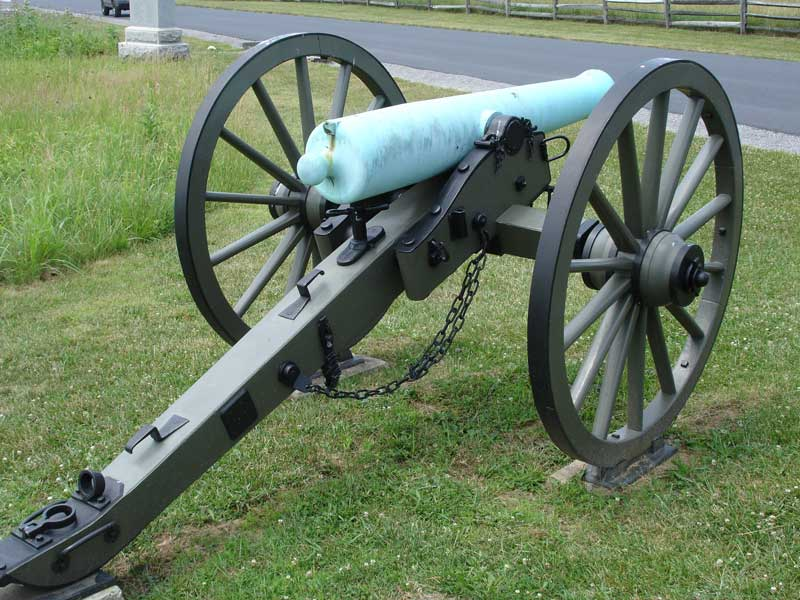
M1857 12-livres "Napoléon"
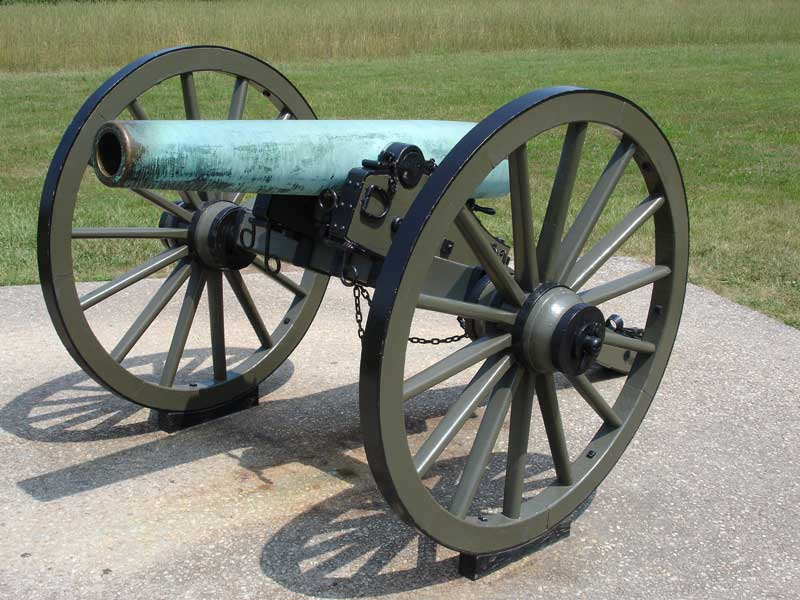
12-livres "Napoléon" Confédéré
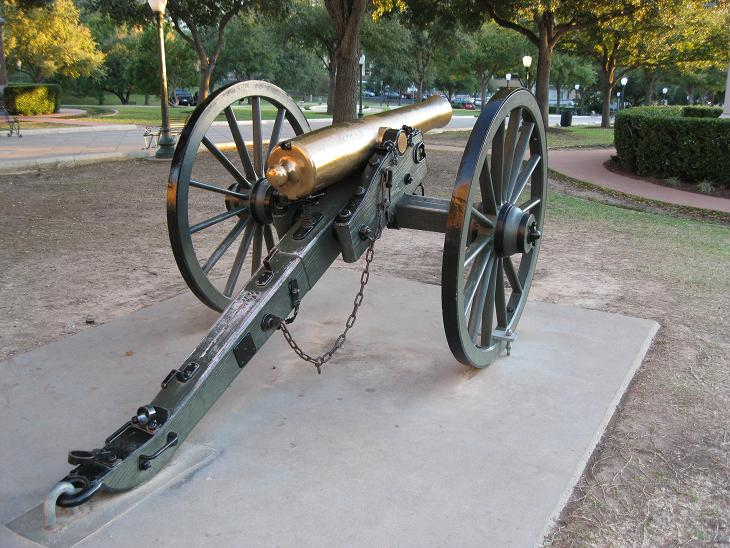
M1857 12-livres "Napoléon" (1864)

### Canons rayés

#### Le canon de 3 pouces d'ordonnance
Le canon rayé de 3 pouces (76,2 mm) est la pièce d'artillerie la plus largement utilisée pendant le conflit. Imaginé par John Griffen, il était extrêmement robuste, avec un tube fait en fer forgé produit à l'origine par la Phoenix Iron Works (sise à Phoenixville, Pennsylvanie). Rares sont les incidents rapportés concernant le bris ou l'explosion de ce type de tube, à l'inverse des tubes de canons en fonte, largement concernés, eux, par ces problèmes. Les canons rayés offraient une remarquable précision. Lors de la bataille d'Atlanta, un artilleur sudiste écrit : « Le canon rayé de 3 pouces des Yankees était très précis pour toute distance inférieure à un mille. Ils étaient capables de toucher le haut d'un tonnelet de farine plus souvent que le rater, du moins tant que le pointeur gardait son sang-froid. ». La batterie d'artillerie légère du 1er Minnesota reçoit des canons rayés de 3 pouces d'ordonnance le 5 mars 1864 ; ils sont décrits par le 1er lieutenant Henry S. Hurter, dans un courrier qu'il adresse le 11 novembre 1864 à l’Adjudant Général du Minnesota, comme des « 3-pouces « Rodman » ».
Les confédérés n'étaient en mesure de produire des tubes de canon en fer forgé comme ceux des 3 pouces. Aussi la capture de ce type de pièces nordistes était particulièrement appréciée. Sans atteindre l'efficience de ces canons, différents types de canons de 3 pouces rayés furent fabriqués par les sudistes en bronze ou en fonte. Néanmoins, aucune de ces copies n'offrait la fiabilité de l'original, les copies en fonte ayant tendance à se fendre au niveau de la culasse.

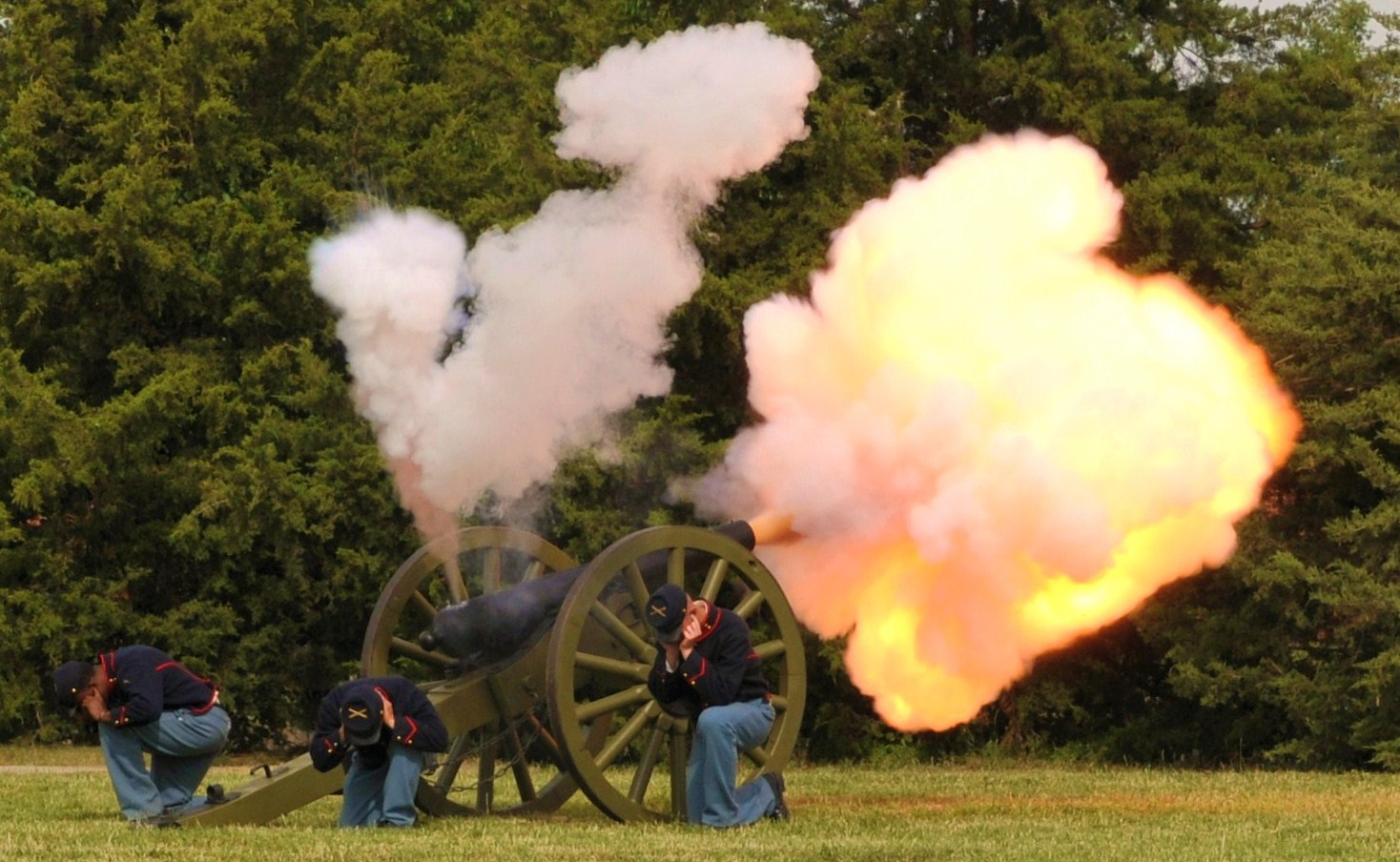
Artilleurs du Ft. Riley avec une réplique d'un modèle 1855 de canon de 3 pouces (2012).
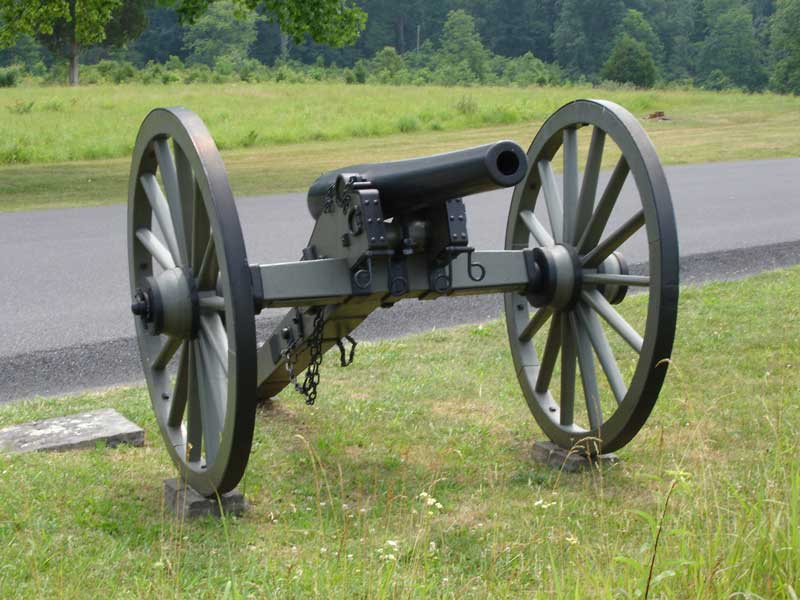
« 3-inch ordnance rifle » (vu de face)
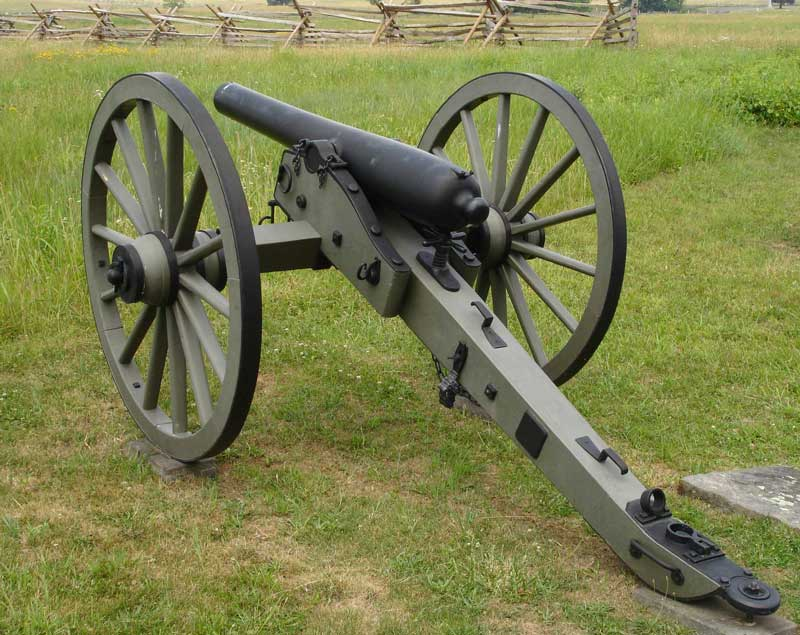
« 3-inch ordnance rifle » (vue arrière)

#### Les canons rayés type Parrott
Le canon rayé Parrott, inventé par Robert Parker Parrott, est le nom d'une série de canons, du 10-livres au rare 300-livres. Les modèles de 10 et 20 livres furent mis en œuvre dans les deux camps. Le plus petit étant le plus fréquent ; il existait en deux calibres, 2,9 pouces (73,66 mm) et 3,0 pouces (76,2 mm). Les confédérés utilisèrent les deux calibres tout au long du conflit, compliquant l'approvisionnement des batteries avec le bon type de munitions. Jusqu'en 1864, les batteries nordistes n'utilisèrent que le 2,9 pouces (73,66 mm) Parrott, mais ils utilisaient aussi les 3 pouces d'ordonnance. Au premier jour de la bataille de Gettysburg, 3 canons Parrott durent rester silencieux après avoir reçu par erreur des munitions pour 3 pouces. Après cet incident, des plans furent établis pour rectifier tous les 2.9" Parrotts pour les passer au standard 3" ; cette standardisation simplifia l'approvisionnement en munitions et aucun 2.9" Parrotts ne fut plus produit. Le modèle M1863, au calibre de 3 pouces (76,2 mm), avait des caractéristiques similaires aux modèles antérieurs ; Il est reconnaissable à son tube droit, sans renflement au niveau de la bouche.
Les canons rayés Parrott participèrent à toutes les grandes batailles de la guerre ; l'armée fédérale, à la Première Bataille de Bull Run, en alignait un certain nombre de 10-livres et un unique 30-livres. La production des 20-livres Parrott commence au milieu de l'été 1861 et les premières livraisons n'intervinrent qu'à la fin de l'année.
Les Parrotts étaient fabriqués en mélangeant deux techniques, fer coulé et fer forgé. Le fer coulé donnait la précision au canon, mais était susceptible de se briser. Une large bande de fer était forgée, enroulée autour de la culasse et lui donnant sa silhouette caractéristique. Les Parrott, bien que précis, n'étaient pas regardés comme étant sûrs et évités par de nombreux artilleurs. Le 20-livres était la plus grosse pièce d'artillerie de campagne utilisée pendant la guerre, avec un poids du tube seul de plus de 1 800 livres (816,47 kg). Après la Bataille de Fredericksburg, Henry J. Hunt, chef de l'artillerie de l'armée du Potomac essaya de faire retirer des inventaires de l'armée les pièces de 20-livres Parrott, faisant valoir que son poids excessif obligeait à utiliser des attelages de huit chevaux au lieu des 6 utilisés pour tous les autres types de canon et que la fiabilité de ses obus à longue portée était douteuse.

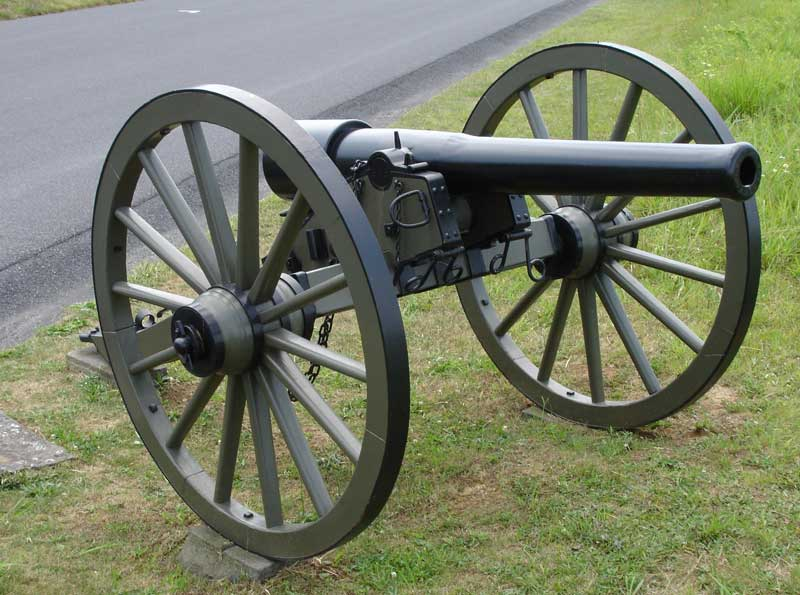
10-livres Parrott Rifle
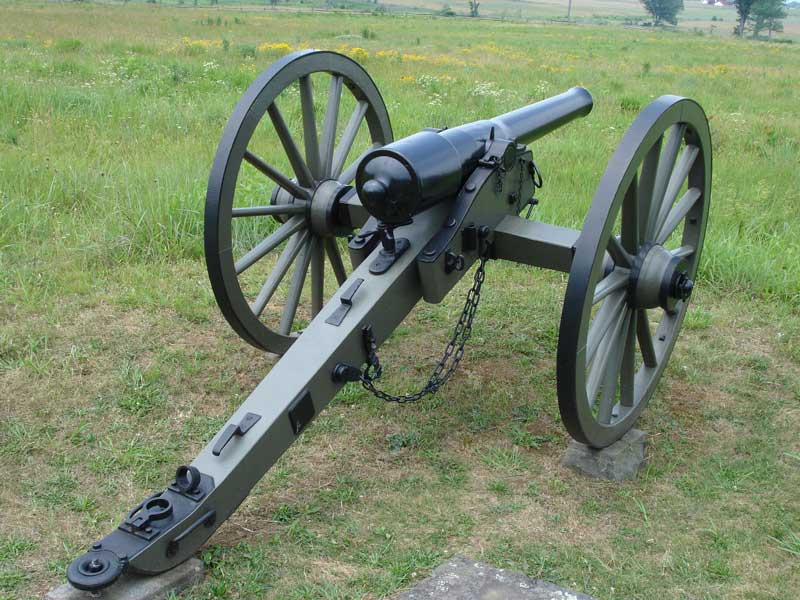
10-livres Parrott Rifle
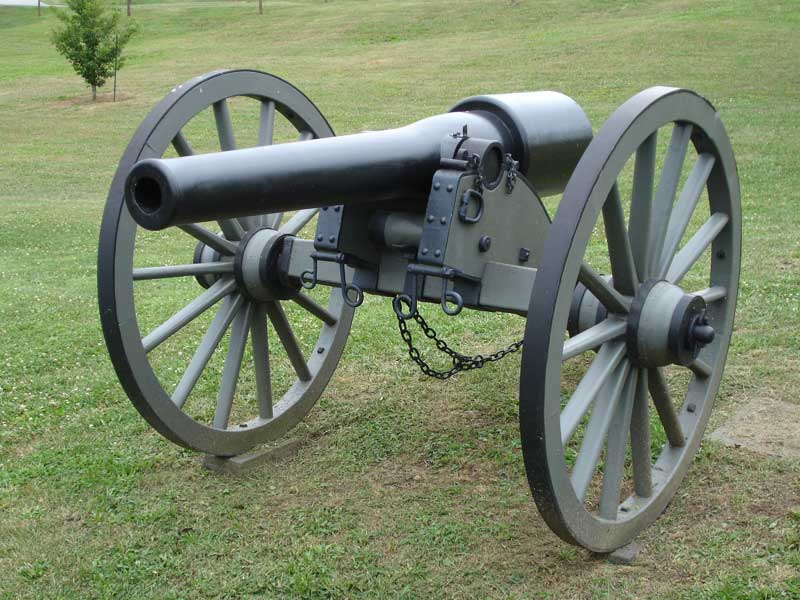
20-livres Parrott Rifle
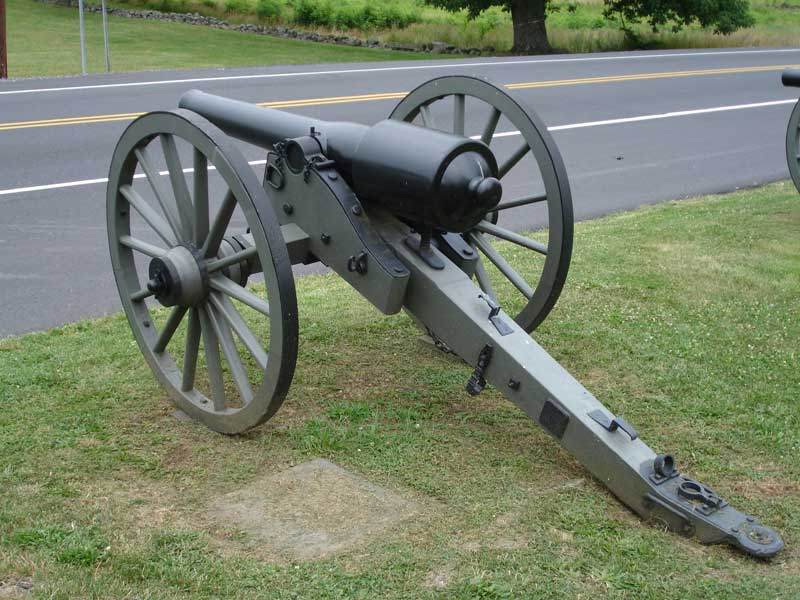
20-livres Parrott Rifle

#### Les canons rayés type James
Avant même le déclenchement du conflit, le Bureau de l'Artillerie (« ordnance board ») avait recommandé de garnir de rayures les tubes des pièces de campagne de 6 livres, dans le but d'améliorer leur précision. En décembre 1860, le Secrétaire à la Guerre, John B. Floyd, écrivait : « Les résultats des tests effectués avec des canons rayés et leurs projectiles mettent en évidence la supériorité des munitions à expansion type James. Le canon réglementaire de 6 livres, avec un tube rayé (d'un poids de 884 livres) peut tirer un projectile James de 13 livres ». Les canons de type James furent une solution ponctuelle pour répondre au besoin de canons rayés au début du conflit. Les pièces de 6 livres en bronze pouvaient être adaptées pour que leur tube rayé puisse accepterles projectiles inventés par Charles Tillinghast James. Certains d'entre eux reçurent des rayures à partir de leur calibre initial de 3.67" ; d'autres furent alésés à 3.80" avant de graver les rayures. Cet alésage avait pour but d'éliminer les déformations présentes dues aux tirs déjà effectués. Les documents de l'époque oublient souvent de faire la différence entre les deux calibres. Cependant les descriptions des pièces avec un calibre de 3.67" sont 6-livres rayé ou 12-livres James rayé ; pour celle de 3.80", le nom est 14-livres James rifle. Pour ajouter à la confusion, les pièces avec calibre de 3.80" se trouvent sous deux profils (« 6-livres » et « Ordnance »), deux types de fabrication (bronze et fer), trois types de rayures (15, 10, et 7 rayures), et des poids différents.
En dépit de leur précision reconnue, les canons rayés de type James, en bronze, souffraient de l'usure rapide de leurs rayures. Aussi connurent-ils une perte de faveur. Il n'y a pas trace de canons James produits après 1862. Le nombre de pièces de type James produits n'est pas précisément connu. Pour sa part, le rapport annuel du « Quartermaster General » de l'Ohio, pour 1862, compte 82 pièces de bronze rayées type James(dont 44 notés comme des canons rayés James de 3.80) sur un total de 162 pièces d'artillerie, tous modèles confondus. Les canons hors-normes ou tombés en défaveur furent migrèrent vers le théâtre occidental d'opérations.

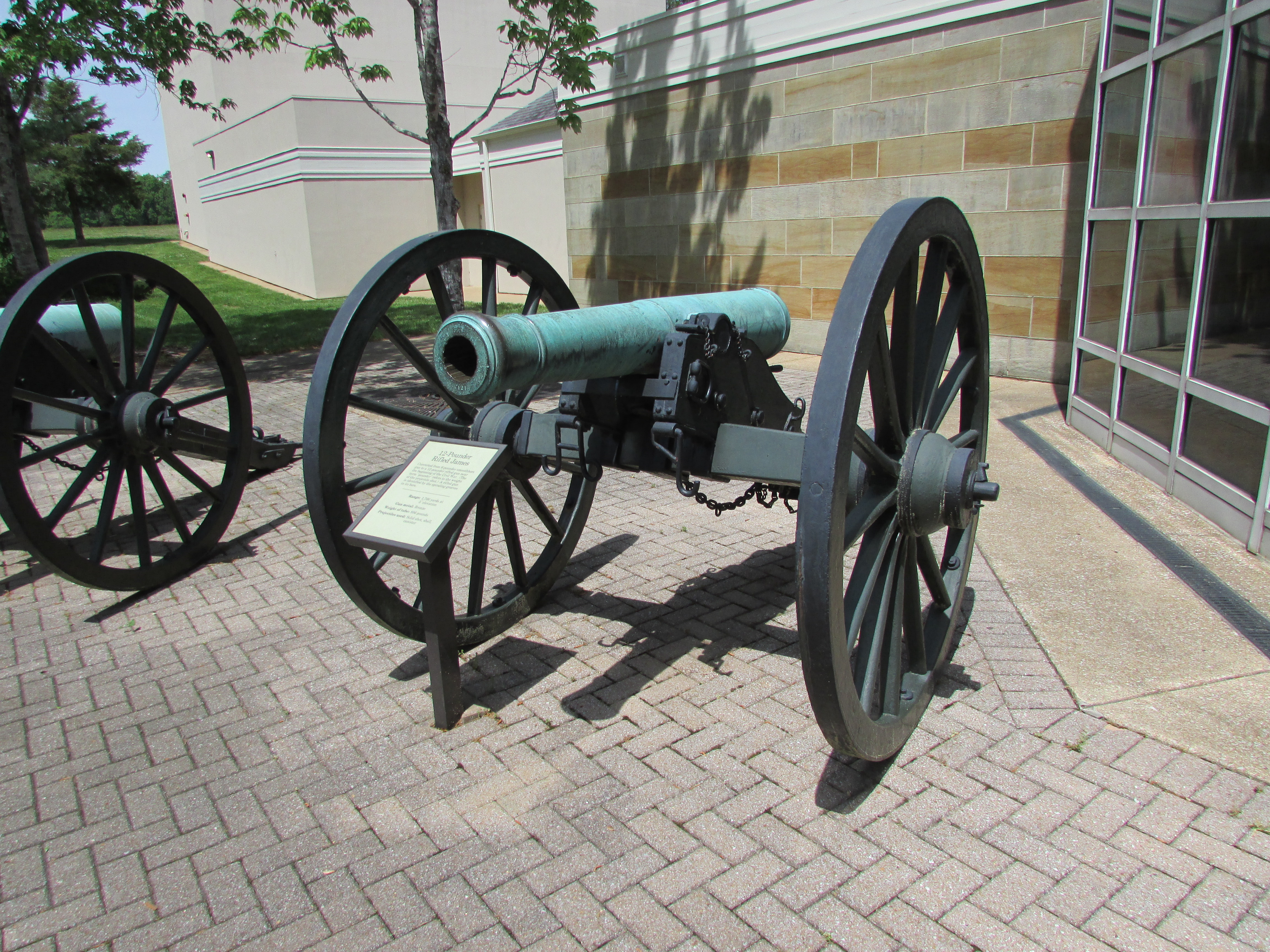
12-livres James rifle: Rifled Model 1841 6-livres field gun
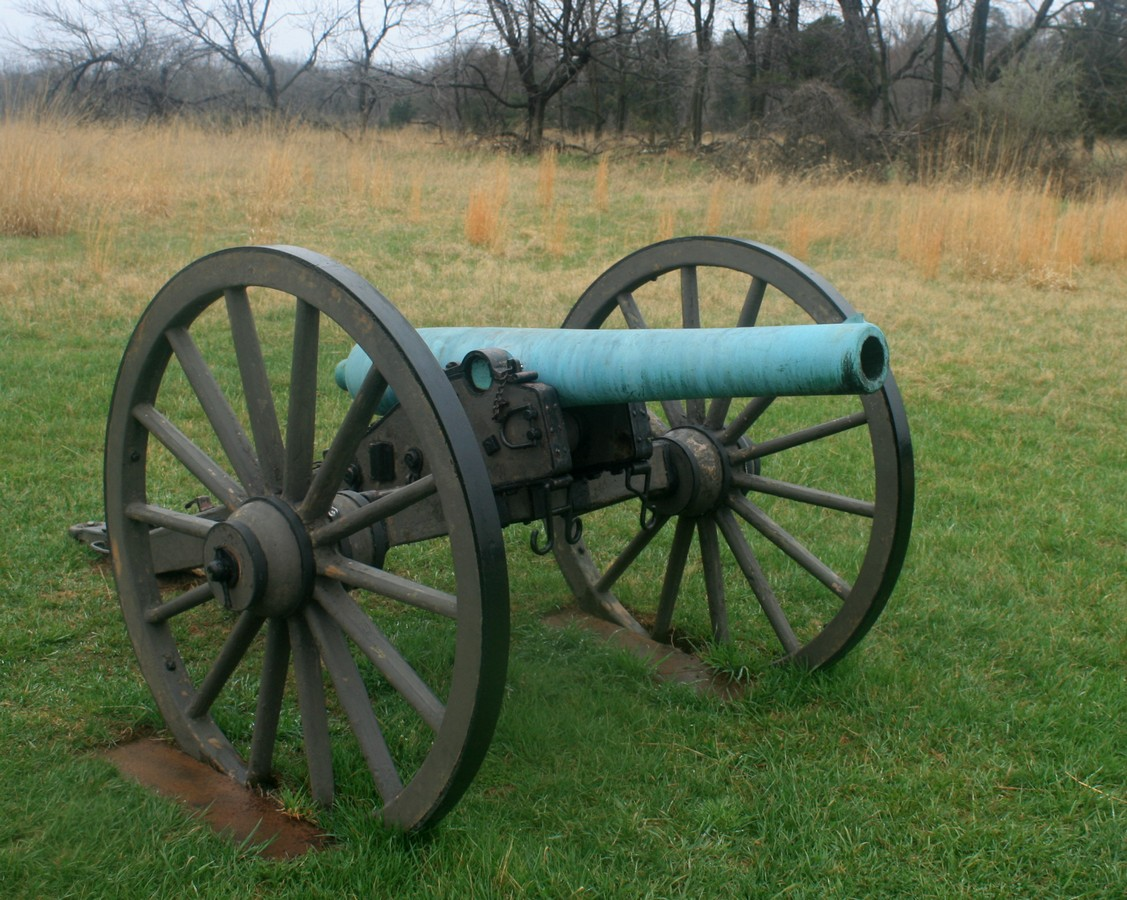
14-livres James rifle: Ordnance profile (New Model/Model 1861)
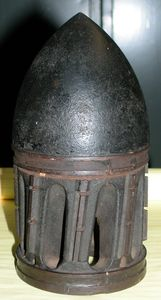
Obus type James 3.8". Il est présenté sans l'enveloppe en plomb couvrant les cotes et se déformant pour garnir les rayures lors du tir.

#### Les canons rayés type Whitworth
Les Whitworth, dont les plans ont été établis par Joseph Whitworth et fabriqués au Royaume-Uni, sont des canons peu fréquents durant la guerre. Il annonce l'artillerie moderne en ce qu'il autorise le chargement par la culasse et par sa précision, même à grande distance. En 1864, une revue technique écrit : « A 1600 yards [1500 m], le canon Whitworth a tiré 10 projectiles avec un écart latéral de seulement 5 pouces (12,7 cm). » Cette précision rendait ce canon précieux pour les tirs de contre-batterie, à l'image des armes des tireurs d'élite, comme pour les tirs au-dessus de pièces d'eau. Son rôle comme arme anti-personnel était plus discuté. Son calibre était de 2,75 pouces (69,85 mm). L'âme du tube ne présentait pas les rayures habituelles, mais avait une forme hexagonale hélicoïdale ; le projectile était ogivo-cylindrique, et présentait sur sa longueur des aplatissements pour l'adapter à la forme de l'intérieur du tube. On rapporte que les projectiles Whitworth en vol produisaient un sifflement particulier les faisant reconnaître à coup sûr.

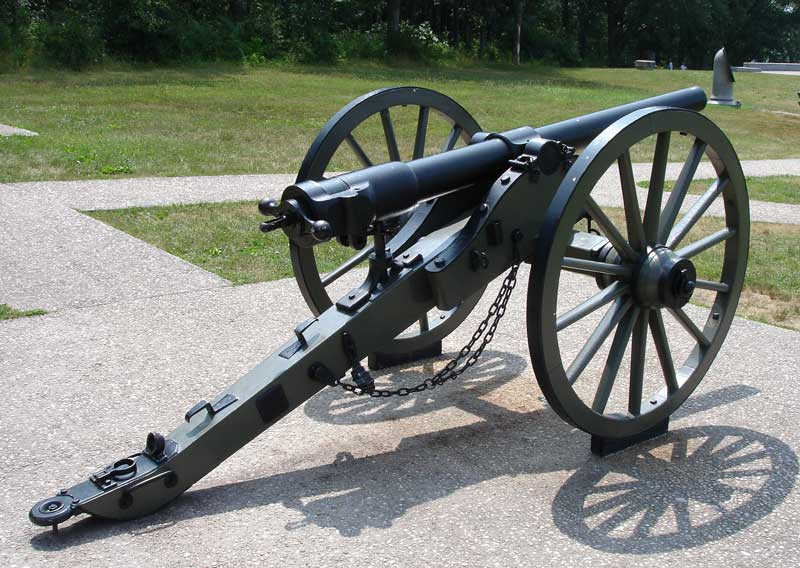
Canon rayé de 12 livres, type Whitworth, à chargement par la culasse.
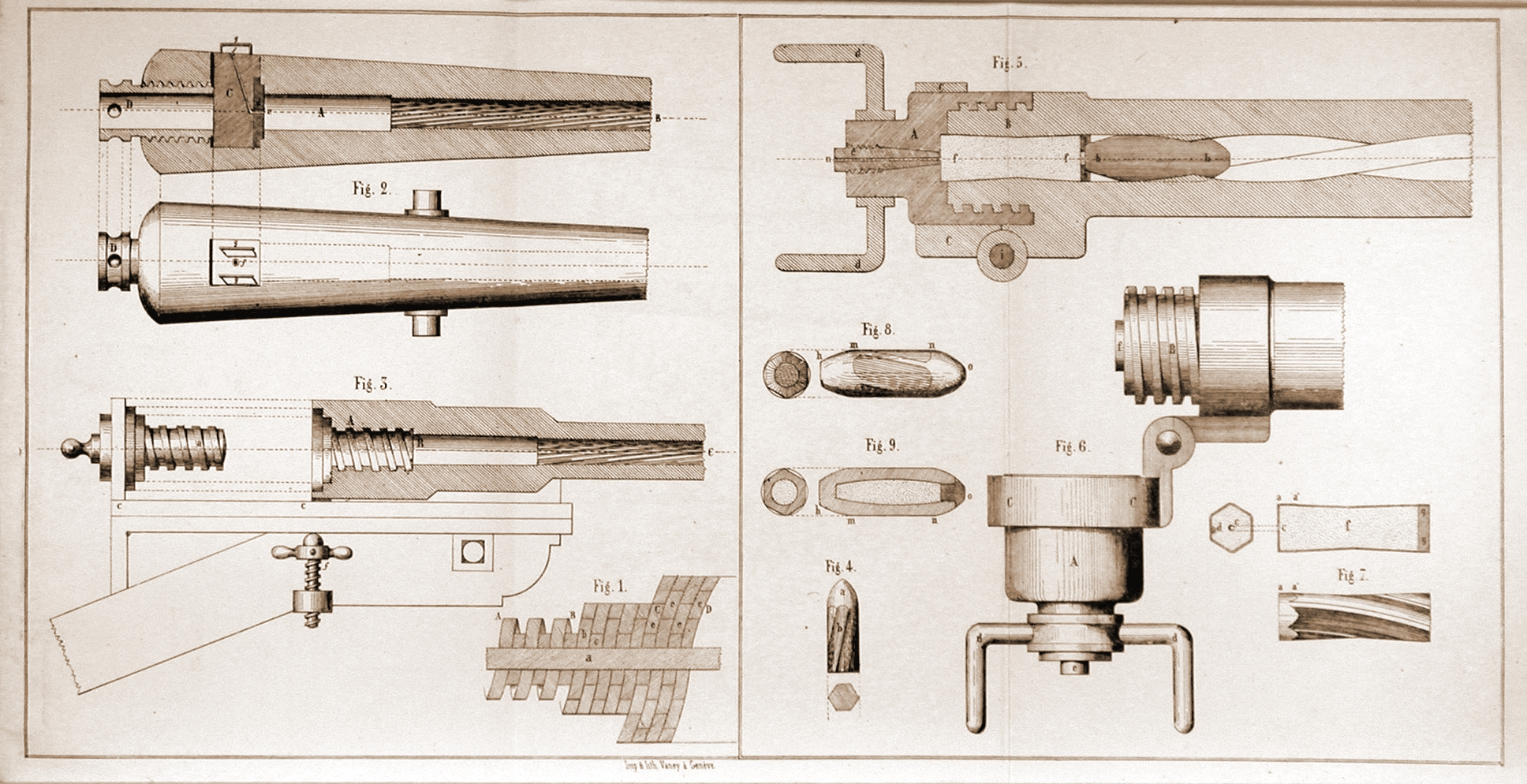
à droite, le système Whitworth (à gauche, système Armstrong) ; fig. 5 montre la forme de l'âme, fig. 8 montre celle d'un projectile.

### Les types de canons àAntietam
Le tableau ci-dessous liste les pièces d'artillerie présentes sur le champ de bataille d'Antietam en Septembre 1862. Si les deux adversaires ont employé des canons de 6-livres et des obusiers de 12-livres au début du conflit, ces pièces ont été reconnues comme inférieures au 12-livres Napoleon et sont retirées des armées de l'union sur le théâtre oriental. Cependant, nordistes comme sudistes continuèrent à les utiliser sur le théâtre d'opérations occidental. Certains canons de 6-livres furent reconvertis en canons de type James, de 12 ou 14 livres. Le poids de l'obusier de 32 livres empêchait de l'employer sur le champ de bataille et l'unique batterie le mettant en œuvre fut rapidement rééquipée en canons rayés de 3 pouces d'ordonnance. Le canon de 12 livres de type Blakely est aussi rapidement tombé en disgrâce à cause du recul violent qu'il montrait à chaque tir.
| pièce                                        | nordistes | sudistes |
| -------------------------------------------- | --------- | -------- |
| Modèle 1841 6-livres canon de campagne       | 0         | 41       |
| Modèle 1841 12-livres obusier                | 3         | 44       |
| Modèle 1841 24-livres obusier                | 0         | 4        |
| Modèle 1841 32-livres obusier                | 6         | 0        |
| Modèle 1857 12-livres Napoleon canon-obusier | 117       | 14       |
| 12-livres James rayé                         | 10        | 0        |
| 12-livres Dahlgren obusier de marine         | 5         | 0        |
| 12-livres Naval obusier                      | 0         | 2        |
| 3-inch Ordonnance rayé                       | 81        | 42       |
| 10-livres Parrott rayé                       | 57        | 43       |
| 20-livres Parrott rayé                       | 22        | 0        |
| canon Whitworth rayé                         | 0         | 2        |
| 12-livres canon Blakely rayé                 | 0         | 7        |
| non identifié                                | 0         | 42       |

## Les munitions
Les munitions d'artillerie sont aussi diverses que variées, en ce qu'elles sont chacune destinée à traiter un type de cible particulier. Une batterie typique, équipée chez les nordistes de 6 canons de 12 livres Napoléon, avait à sa disposition immédiate sur le terrain 288 boulets, 96 obus, 288 obus à balles et 96 boîtes à mitraille.

### Les projectiles pleins
Un projectile plein, comme un boulet, est un projectile qui ne comprend pas de charge explosive. Le boulet est le projectile plein du canon à âme lisse. Pour un canon rayé, le projectile plein est de forme « ogivo-cylindrique ». Il est nommé : « bolt ». Ces deux variétés de projectiles comptent sur leur énergie cinétique pour détruire leur cible. Ils sont particulièrement utiles pour démonter les canons ennemis, détruire les avant-trains et les caissons ainsi que les chariots de transport. Ils étaient aussi efficaces contre les colonnes d'infanterie, la cavalerie en ordre serré, et avec un effet psychologique avéré. En dépit de ses avantages, de nombreux artilleurs préféraient avoir recours aux projectiles explosifs. La précision de ces projectiles était le critère prépondérant. Ils avaient aussi l'inconvénient d'user plus rapidement les tubes des canons que les projectiles explosifs.
En moyenne, les tirs des canons rayés étaient plus précis que ceux des canons lisses. Un boulet rond, de son côté, présentait l'avantage de pouvoir effectuer des tirs par ricochet, allongeant la zone dans laquelle il pouvait faire des dégâts, sur terre ou à la surface de l'eau, alors que les projectiles « ogivo-cylindriques » avaient tendance à s'enfouir dans le sol.

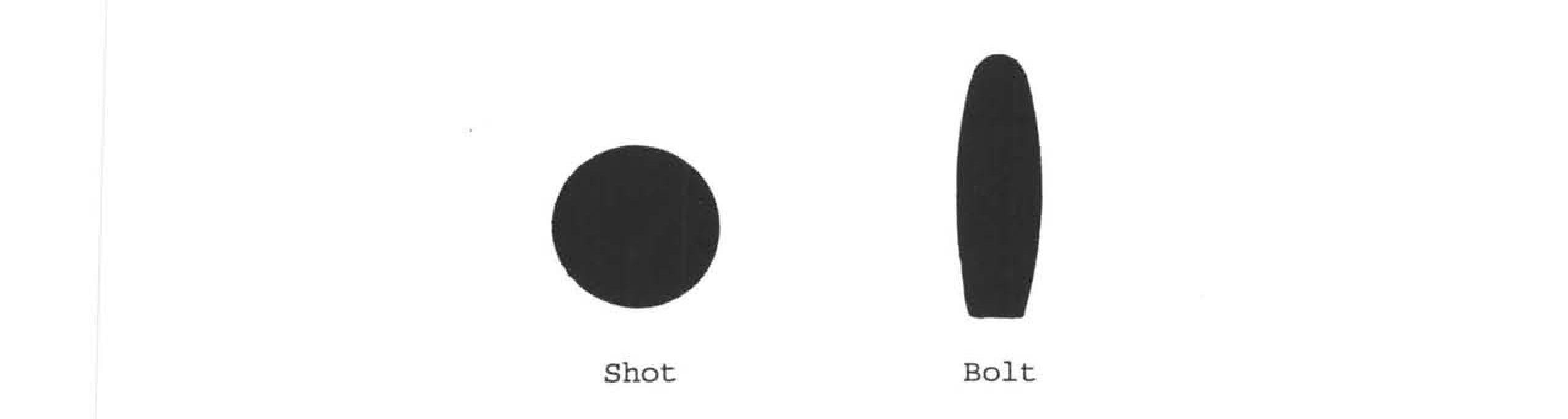
A gauche, boulet pour canon lisse ; à droite, projectile pour canon rayé.
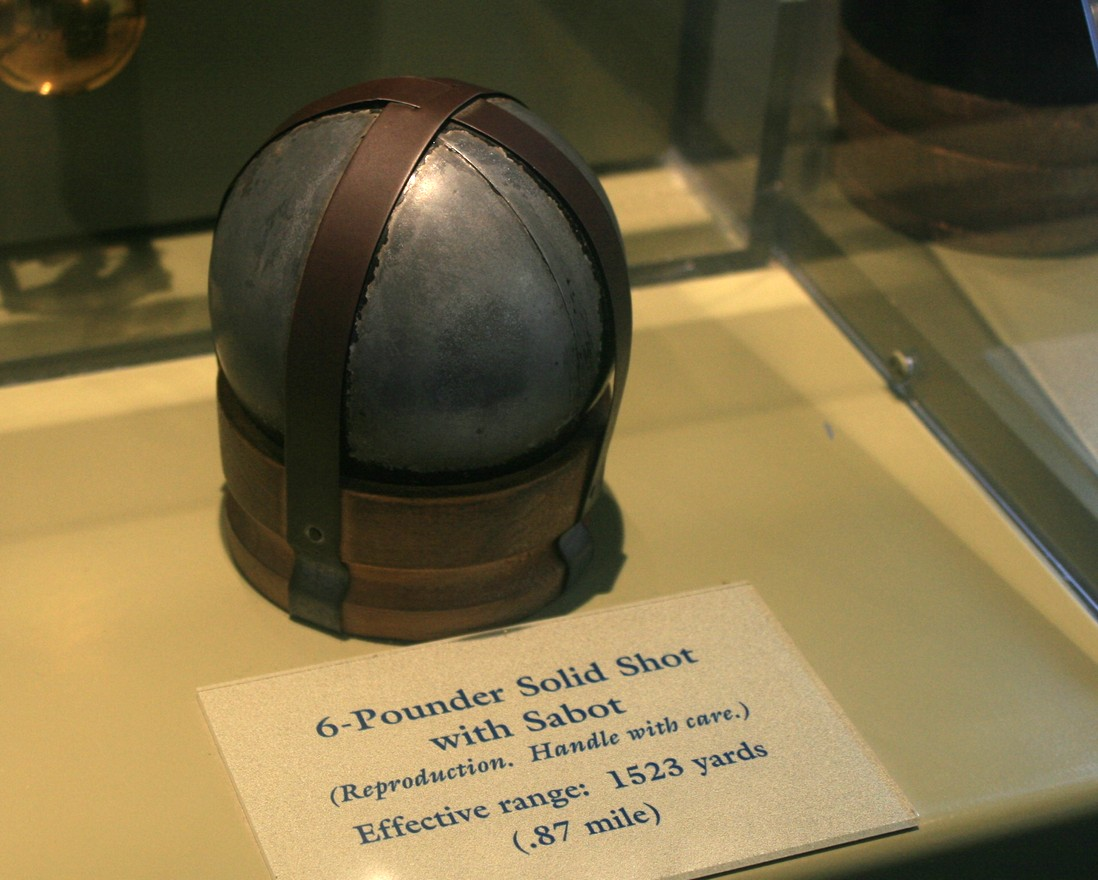
Boulet et son sabot.

### Les obus
Un obus est un projectile contenant une charge explosive, destiné à éclater en petits morceaux au milieu de troupes ennemies. Pour les canons lisses, le projectile était appelé « obus sphérique » (« spherical shell »). Les obus avaient une efficacité plus importante que les projectiles pleins contre les troupes abritées ou derrière des retranchements ; ils étaient aussi efficaces contre les constructions en bois, qu'ils pouvaient incendier. En revanche, ils n'étaient que de peu d'effet contre les constructions maçonnées de bonne qualité. L'une des principales limitations de l'obus résidait dans le petit nombre de fragments qu'il envoyait en explosant, ce nombre étant fonction de sa taille. Une amélioration apparut vers le milieu du conflit, dans le camp sudiste, peut-être sous l'influence de munitions britanniques importées. Elle consistait à créer à l'intérieur des lignes de faiblesse qui augmentaient le nombre de fragments, une douzaine généralement, et de taille similaire, à l'explosion de l'obus. Ce modèle segmenté était assez commun pour les obus sphériques, mais on le retrouve aussi sur certains des obus pour canons rayés,.
L'explosion des obus était commandée par une fusée. Pour les obus sphériques, il s'agissait de fusées à retardement. Pour les obus des canons rayés, les fusées étaient des fusées à retardement ou des fusées à percussion. La fiabilité des fusées était un problème ; un obus s'enfonçant dans le sol avant d'exploser n'avait que très peu d'effet sur sa cible. Les obus de gros calibres, comme celui de 32-livres, pouvaient tout de même avoir une efficacité contre les retranchements.

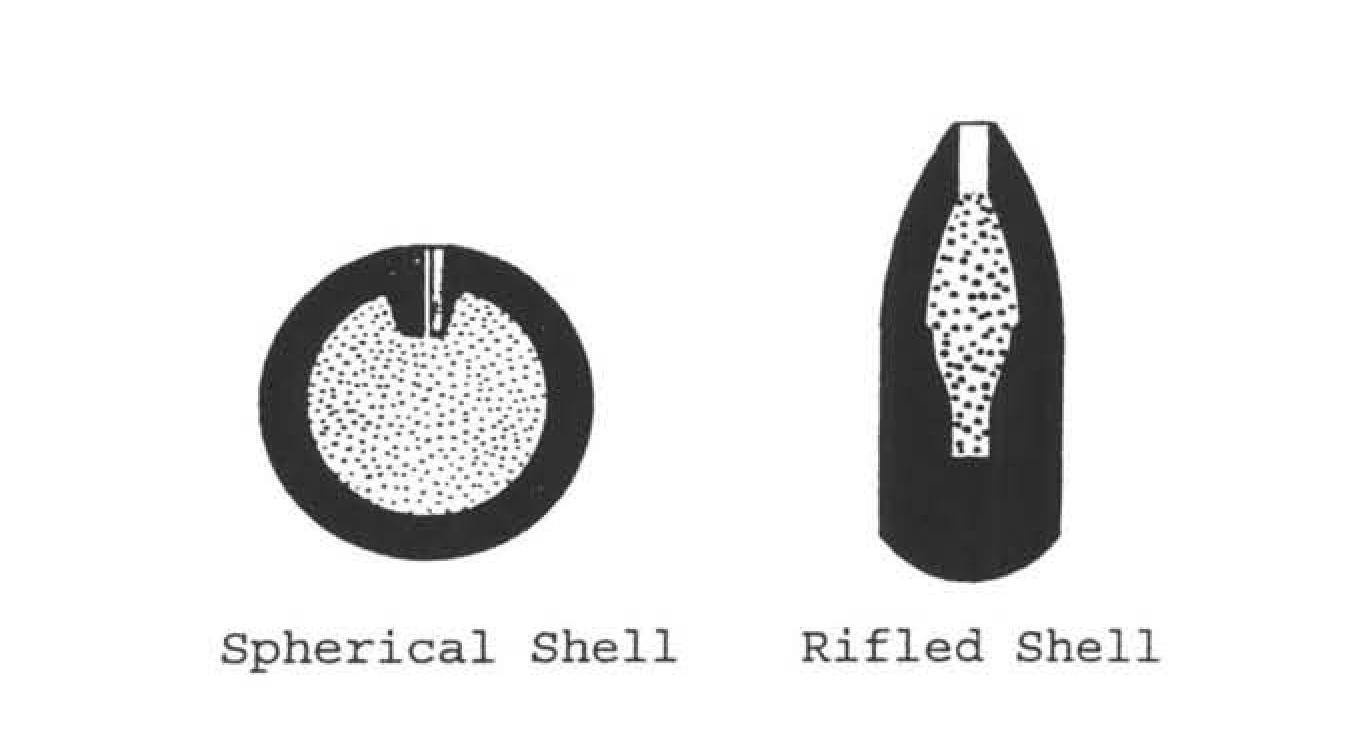
types d'obus pour canon lisse ou rayé.

### Les obus à balles (shrapnels)
Les obus à balles (dénommés « spherical case » par les anglo-saxons pour désigner ceux de ces projectiles destinés aux canons à âme lisse, et connus aussi sous le nom de l'inventeur d'un projectile similaire, Henry Shrapnel) étaient des armes anti-personnels. Porteurs d'une charge de poudre inférieure à celle des obus, mais plus effectifs contre des cibles humaines à découvert. Alors que l'obus ne produit qu'un nombre limité de fragments, l'obus à balles est rempli de balles de fer ou de plomb ; il est prévu pour éclater au-dessus et en avant de la ligne ennemie, l'arrosant d'une quantité plus importante d'éléments vulnérants, ce qui le rapproche de la boite à mitraille. Avec l'obus à balles, l'efficacité est liée à la vélocité des fragments issus de l'éclatement du projectile. L'obus à balles, de forme sphérique, du canon de 12-livres Napoléon contenait 78 balles.
La principale limite dans l'usage de ce projectile résidait dans la fusée requise pour son activation. Il fallait correctement estimer la distance pour calibrer la fusée, mais aussi disposer de fusées suffisamment fiables pour que la détonation se produise bien au moment désiré.

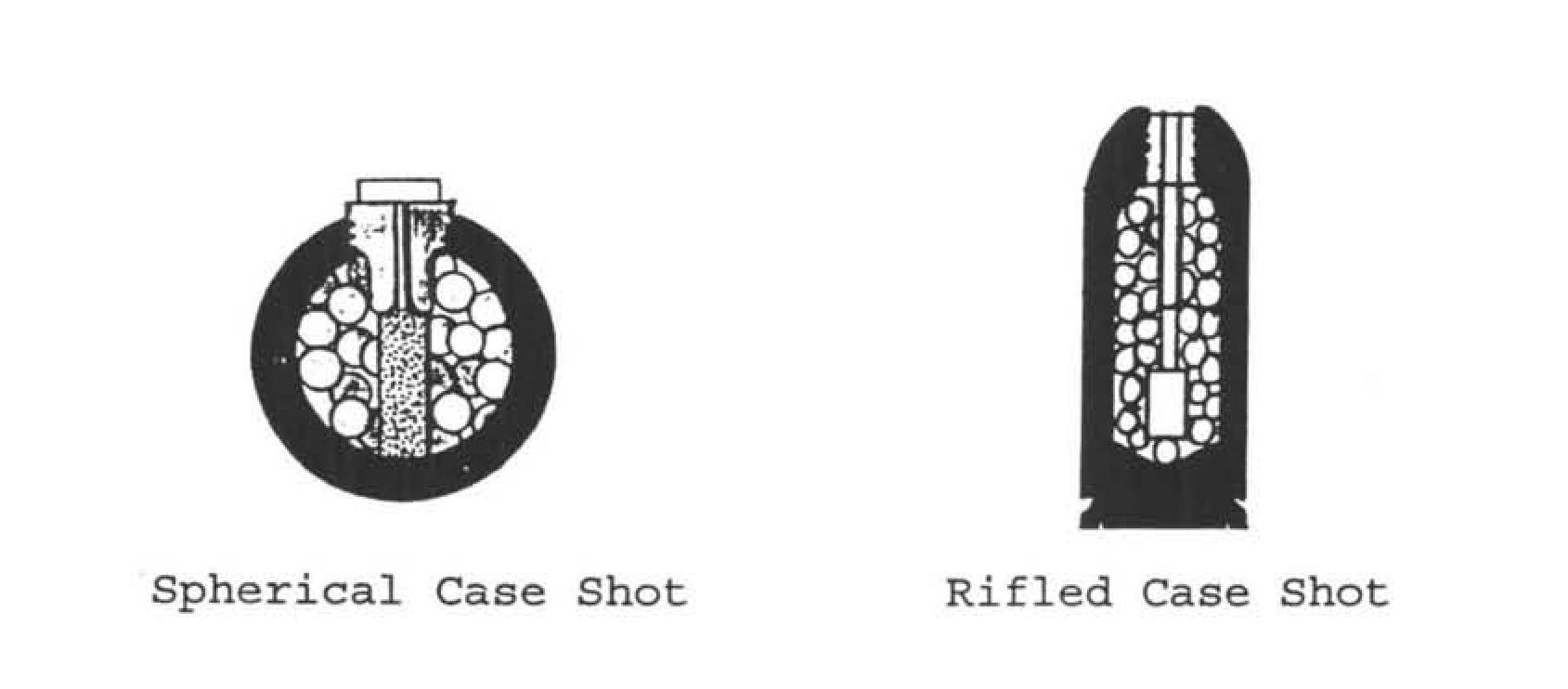
Shrapnels pour canon lisse et canon rayé

### Les boîtes à mitraille
La boîte à mitraille était le plus meurtrier des projectiles d'artillerie, constitué d'un conteneur en métal de faible épaisseur, garni de balles de fusil maintenues dans de la sciure de bois. À la sortie du tube du canon, l'enveloppe se désintégrait, et les balles se dispersaient comme une énorme charge de chevrotines. La portée utile d'une boite à mitraille n'était que de 400 yards (365,76 m), mais pouvait tuer ou blesser des douzaines de fantassins d'une colonne d'attaque. Il était aussi possible aux artilleurs de tirer ensemble deux boites à mitraille, à très courte portée, avec la même charge de poudre pour avoir un effet encore plus dévastateur sur l'attaquant.

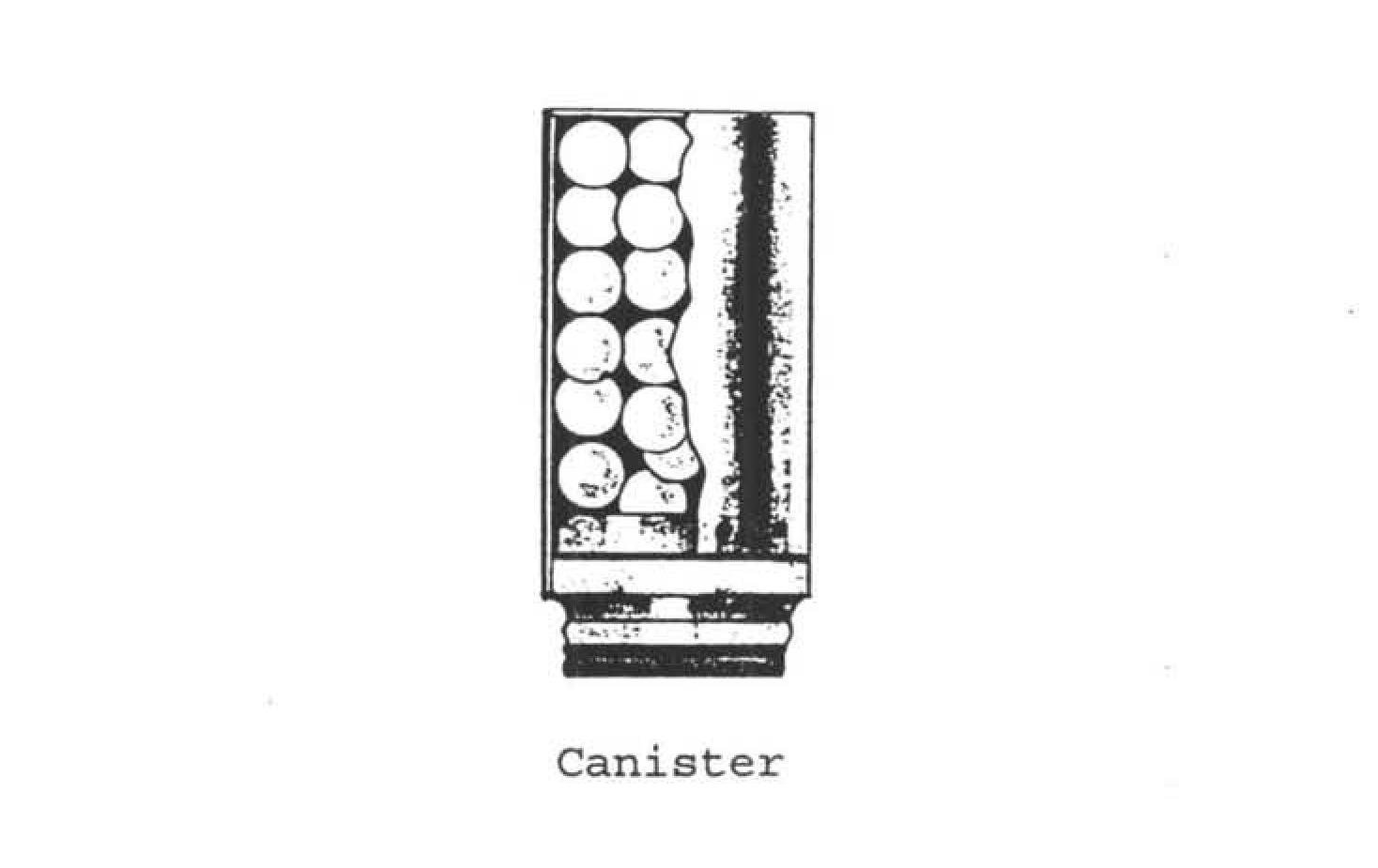
La boîte à mitraille

### Les «grapeshots»
Le « Grapeshot », littéralement « projectile en grappe de raisin » est, à l'origine, un projectile de l'artillerie navale destiné à hacher les cordages des navires à voiles ou éliminer les marins se tenant sur le pont du navire visé. C'est un ancêtre, et une variante, de la boite à mitraille. Ce type de projectile n'a pas vraiment de correspondance avec les projectiles utilisés dans l'armée ou la marine française. Il consistait en un nombre plus réduit de projectiles, plus gros que des balles de fusil, réunis ensemble. Il était utilisé surtout quand les canons ne supportaient qu'une quantité limitée de poudre sous peine d'éclater. Quand la résistance des canons fut améliorée, la boîte à mitraille devint le projectile de référence.
Un « grapeshot » utilisé par un canon de 12-livres Napoléon contenait 9 balles, par rapport aux 27 contenues dans une boite à mitraille. À l'époque de la Guerre de Sécession, les « grapeshot » étaient obsolètes et remplacées par les boites à mitraille (canister). Les règlements de l'époque interdisent ce genre de munition pour les usages sur le champ de bataille et en montagne. Seuls les confédérés utilisèrent parfois de telles munitions.

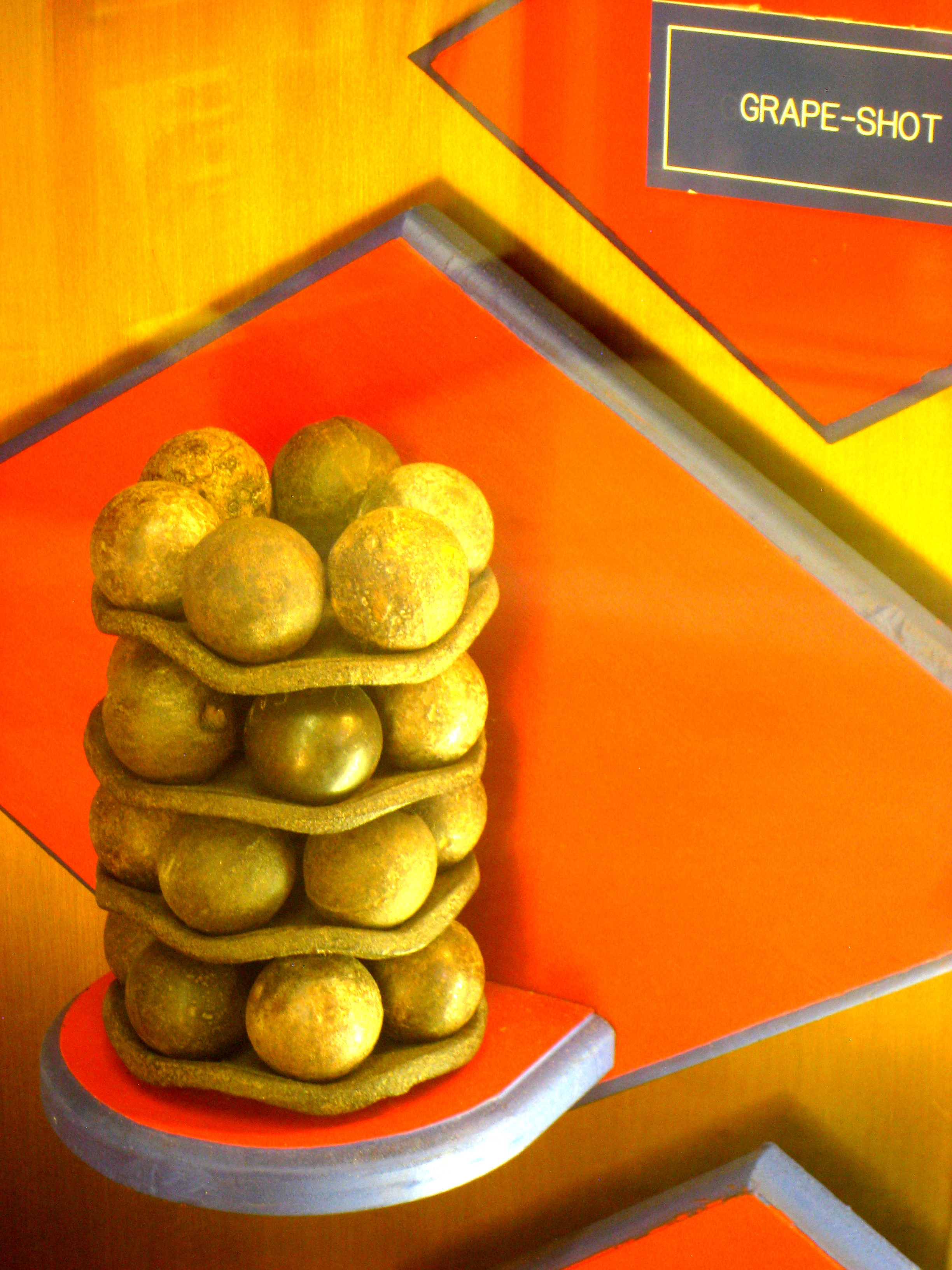
Type de grapeshot (sans son emballage de toile, ni son sabot en bois)

## Les équipements
La pièce d'équipement la plus généralement nécessaire à l'artillerie était le cheval.

### Une arme hippomobile
Les chevaux étaient indispensables pour déplacer la masse importante du canon et de ses munitions ; en moyenne, un cheval devait tirer une charge de 700 pounds (317.5 kg). Chaque canon d'une batterie utilisait deux attelages de 6 chevaux (attelage standard pour l'artillerie de campagne les pièces plus lourdes requéraient des attelages comportant plus de chevaux). L'un des deux attelages était chargé de tirer le canon et son avant-train ; l'autre tirait le caisson attaché lui aussi à un avant-train. Le grand nombre de chevaux a gérer était un défi pour l'artillerie parce qu'il fallait les nourrir, les entretenir et les remplacer quand ils étaient blessés ou hors d'état de servir. Les chevaux de l'artillerie étaient ceux qui avaient été jugés impropres au service dans la cavalerie. La durée de service d'un cheval d'artillerie était inférieure à 8 mois, à cause des maladies, de l'épuisement causé par les marches (typiquement 16 milles (25,75 km) en 10 heures) et, enfin, des blessures sur le champ de bataille.
Les chevaux étaient plus sujets à paniquer que les hommes quand soumis à des tirs de contre-batterie ; leur liberté de mouvements étant limitée par le harnachement qui les maintenaient dans l'attelage. Robert Stiles écrit au sujet d'une batterie sudiste, soumise à un tir de contre-batterie nordiste, à Benner's Hill pendant la Bataille de Gettysburg :

« Quelle scène que celle présentant les canons démontés et hors service, les affûts déchiquetés et écrasés, les coffres à munitions explosés, les avant-trains renversés, les chevaux blessés secouant la tête et jetant des coups de sabot, répandant la cervelle des hommes prisonniers du harnachement ; tandis que les canonniers, le pistolet à la main, circulaient entre les débris, abattant les chevaux agités pour sauver les hommes blessés. »

L'appellation d'Artillerie à cheval désigne des batteries capables de déplacements rapides, telles celles rattachées aux unités de cavalerie. Artillerie volante est un terme synonyme parfois rencontrés. Dans ces types de batteries, tous les artilleurs sont à cheval, par opposition aux batteries classiques qui voient les artilleurs se déplacer à pied (quoique les artilleurs de l'armée régulière pouvaient monter les chevaux des attelages, quand un mouvement rapide était requis, et montaient habituellement sur les avant-trains, les caissons et les chariots pendant les marches, en dépit des règlements). Dans l'armée nordiste, l'unité la plus représentative était la U.S. Horse Artillery Brigade.

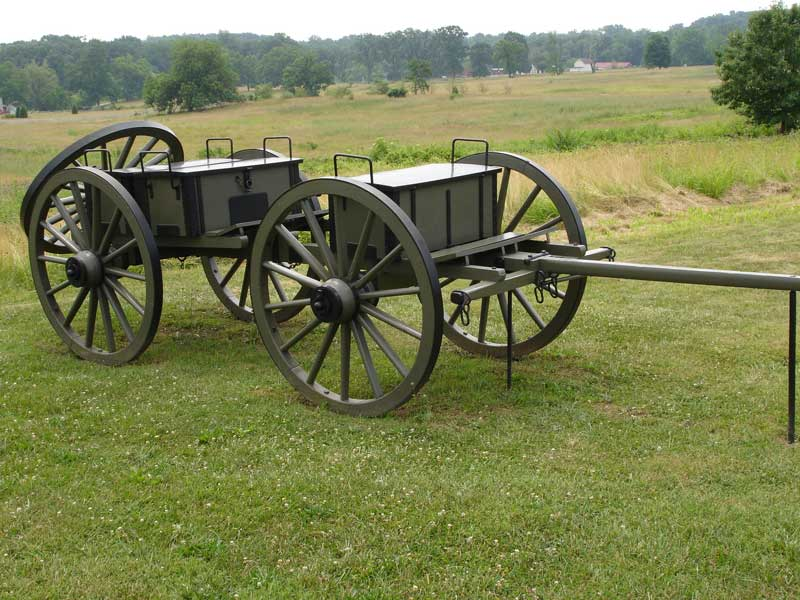
avant-train (droite) et Caisson

### Les avant-trains
Les avant-trains sont des attelages à deux roues, portant un coffre à munitions. A l'aide de six chevaux, ils peuvent tirer une pièce d'artillerie ou un caisson. Dans les deux cas, cela donnait l'équivalent d'un véhicule à quatre roues, répartissant la charge sur deux essieux plus facile à déplacer en terrain varié. Un canon de type Napoléon et son avant-train avaient un poids de 3 865 livres (1 753,13 kg).

### Les caissons
Le caisson est aussi un véhicule à deux roues. Il transporte deux coffres à munitions. Construits en chêne, les caissons, à pleine charge, pesaient 3 811 livres (1 728,64 kg).
Les avant-trains, caissons et affûts des pièces d'artillerie étaient réalisés en chêne. Chaque coffre à munitions renfermait 500 livres (226,8 kg) de munitions ou approvisionnements. En plus de ces attelages, la batterie disposait de chariots de ravitaillement et d'une forge de campagne.

## Histoire et organisation

### Artillerie nordiste

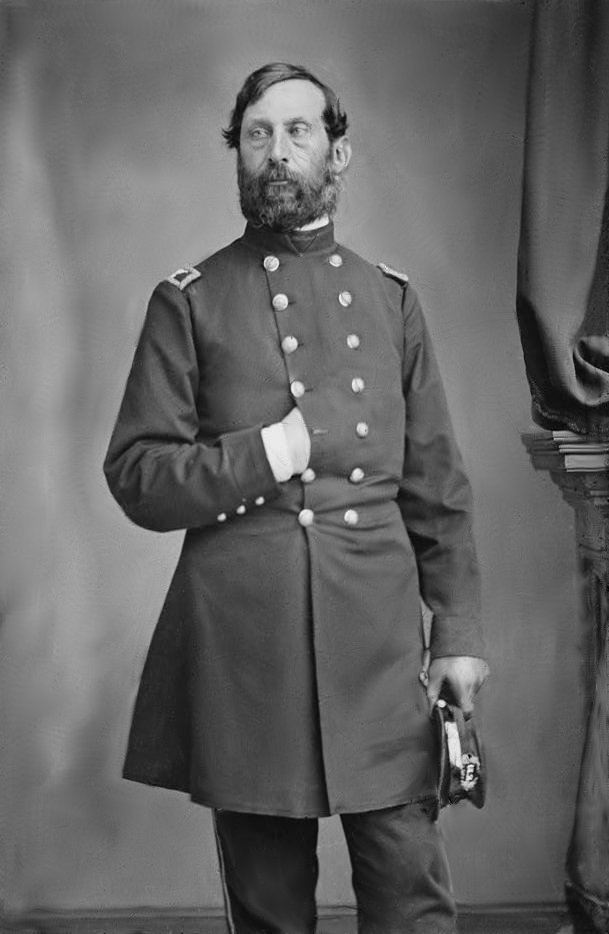
Le B.G. Henry J. Hunt

L'armée nordiste entre dans le conflit avec un grand avantage en termes d'artillerie. Ses capacités de production étaient soutenues par les capacités des lieux de production dans les états nordistes ; elle disposait aussi pour mettre en action son artillerie d'un corps d'officiers professionnels et bien entraînés. Le Brigadier général Henry J. Hunt, commandant l'artillerie de l'Armée du Potomac pendant une partie du conflit, était reconnu comme un officier d'artillerie tout à fait compétent et il avait quelques collègues aussi compétents dans les domaines du tir et de sa pratique comme pour la logistique. Un autre exemple est celui de John Gibbon, auteur de l'influent « Manuel de l'artilleur », publié en 1863 (étant fait remarquer que la réputation de Gibbon tiendra plus à son action en tant que général d'infanterie pendant la guerre). Peu après le déclenchement des hostilités, le Brigadier General Ripley, Chef dans l'Artillerie, ordonne la conversion des vieux canons lisses en canons rayés et la production de canons Parrott.
L'unité tactique de base pour l'artillerie, dans l'armée fédérale, était la batterie, en théorie équipée de 6 pièces. Dans la mesure du possible, l'uniformisation était recherchée pour qu'une batterie ne soit équipée que d'un seul type de pièce d'artillerie, simplifiant entraînement et logistique. Chaque pièce était servie par une équipe de 8 artilleurs avec 4 autres servants chargés plus spécifiquement de s'occuper des chevaux et des matériels. Une batterie est divisée en 3 sections de 2 pièces ; chaque section est commandée par un lieutenant. L'ensemble de la batterie est sous les ordres d'un capitaine. 5 batteries donnent une brigade, sous les ordres d'un colonel. La brigade est affectée au support d'un corps d'infanterie. Dans l'armée du Potomac, cinq brigades d'artillerie supplémentaires formaient la réserve d'artillerie de l'armée. Dans le but d'assurer la qualité de son artillerie, George McClellan regroupait les batteries par cinq en plaçant une batterie de l'armée régulière à côté de 4 batteries des volontaires afin que celle-là donne l'exemple à celles-ci.
Cette organisation en brigades, soutenue par Hunt, permit l'emploi de masses d'artillerie au service des objectifs de l'ensemble de l'armée, au lieu de la voir dispersée aux quatre coins du champ de bataille. Fantassins et artilleurs pouvaient avoir des vues divergentes sur l'emploi des canons. Un exemple peut être donné en considérant le troisième jour de la bataille de Gettysburg. Lors du bombardement confédéré de « Cemetery Ridge », Hunt eut des difficultés à faire comprendre aux commandants de l’infanterie, comme le général Hancock, qu'il valait mieux économiser les munitions en attente de l'assaut sudiste plutôt que les épuiser dans un duel avec l'artillerie ennemie. Ce choix se révéla judicieux lors de la Charge de Pickett.
À l'entrée en guerre, l'armée fédérale avait à sa disposition 2 283 pièces d'artillerie. Sur ce nombre, 10% seulement étaient des pièces d'artillerie de campagne. Vers la fin du conflit, l'armée disposait de 3 325 pièces dont 53% étaient des pièces de campagne. Pendant la durée du conflit, l'armée nordiste, selon ses statistiques, a reçu 7 892 pièces d'artillerie, 6 335 295 projectiles d'artillerie, 2 862 177 munitions encartouchées, 45 258 tonnes de plomb, ainsi que 13 320 tonnes de poudre.

### Artillerie sudiste
Les sudistes étaient relativement désavantagés face aux nordistes en ce qui concerne la mise en œuvre de l'artillerie. Le nord, industriel, avait, et de loin, des capacités plus importantes pour fabriquer des armes. Le blocus instauré devant les ports sudistes limitait la possibilité de faire venir des armes achetées à l'étranger pour les armées confédérées. Ces dernières devaient se contenter de ce qu'elle avait pu récupérer dans les arsenaux dont elles avaient pu prendre le contrôle, comme celui de Harpers Ferry, ou de ce qu'elle pouvait capturer sur le champ de bataille. Le manque de ressources en métaux, associé au manque de savoir-faire de sa main-d’œuvre dans ces domaines, ont eu pour conséquence une qualité parfois insuffisante des productions. La qualité des munitions était aussi en cause ; par exemple, celle des fusées indispensables pour les obus est souvent soulignée comme étant non satisfaisante, causant des explosions prématurées ou trop tardives. Ceci, couplé avec la compétence initiale des artilleurs nordistes et de leur expérience grandissante au fil du temps, a conduit les forces sudistes à redouter les assauts d'infanterie contre des positions nordistes soutenues par de l'artillerie. Pour un officier sudiste, « La réunion de l'artillerie nordiste et de l'infanterie sudiste aurait donné une armée invincible ». Cette artillerie nordiste eut maints fois l'occasion de malmener l'Armée de Virginie du Nord, en particulier durant les Batailles des sept jours, à Malvern Hill et à Gettysburg.
Avec les déficiences connues de son artillerie, Robert Lee a eu tendance à privilégier les combats dans des environnements comme la Wilderness limitant l'avantage des tirs à longue portée qui favorisaient les nordistes, et privilégiant les combats à courte portée où le grand nombre de pièces d'artillerie à âme lisse de l'Armée de Virginie du nord était plus efficace.
Chez les sudistes, les batteries d'artillerie n'alignaient que 4 pièces, alors que leurs adversaires nordistes avaient des batteries de 6 pièces. Si la théorie confédérée visait à mettre aussi en ligne des batteries de 6 pièces, le nombre de canons disponibles les a obligé à rester à 4 pièces. Pour les mêmes raisons, si les batteries nordistes étaient relativement homogènes, celles alignées par les sudistes offraient des mélanges de canons de types différents. Les batteries d'artillerie sudistes ont été rattachées aux brigades d'infanterie, au moins pendant la première moitié de la guerre. Une réorganisation de l'artillerie confédérée a amené la création de bataillons d'artillerie, de 3 batteries sur le Théâtre occidental et 4, autant que possible, sur le théâtre oriental. Ces bataillons d'artillerie étaient attachés aux divisions d'infanterie pour leur fournir le support requis. Chaque corps d'armée disposait aussi de sa réserve d'artillerie sous la forme de 2 bataillons d'artillerie. En revanche, il n'y avait pas de réserve d'artillerie au niveau de l'armée. Du fait de cette organisation, le responsable de l'artillerie pour l'Armée de Virginie du Nord de Robert Lee, le brigadier général William N. Pendleton rencontra de grandes difficultés pour masser de l'artillerie et en obtenir le meilleur effet.
Après les batailles des Sept Jours, l'armée de la Virginie du Nord est réorganisée en 2 corps, dirigés respectivement par James Longstreet et « Stonewall » Jackson, Lee rattache à chaque corps deux bataillons d'artillerie à titre de réserve, en plus de la batterie rattachée à chaque brigade d'infanterie. Les officiers désignés pour commander ces bataillons sont tous issus des échelons de commandement de Longstreet ; au grand déplaisir de Jackson qui n'a pu choisir les commandants des bataillons parmi ses propres hommes. Il acceptera cependant le fait sans récriminations officielles.

## Artilleries et batailles
Bien que toutes les batailles de la guerre de Sécession aient vu participer l'artillerie, certaines d'entre elles sont plus connues pour l'action importante de ladite artillerie.
- Bataille de Shiloh
- Bataille d'Antietam
- Bataille de Chancellorsville
- Bataille de la Stones River
- Bataille de Fredericksburg
- Bataille de Gettysburg
- Bataille de Malvern Hill
- Bataille de Nashville
- Bataille de Wilson's Creek
- Bataille de Pea Ridge
- Bataille de Prairie Grove

## Artilleurs réputés de la guerre de Sécession
Moins connus que d'autres officiers, fantassins ou cavaliers, un petit groupe d'hommes montra de réelles compétences dans l'organisation, l'utilisation de l'artillerie et la pratique du tir.

### Nordistes
- John Milton Brannan
- Thomas H. Carter
- Alonzo Cushing
- John Gibbon
- Charles E. Hazlett
- Henry Jackson Hunt
- Freeman McGilvery
- John Mendenhall
- Charles S. Wainwright

### Sudistes
- Edward Porter Alexander
- Joseph W. Latimer
- "Willy" Pegram
- John Pelham
- Stonewall Jackson
- William N. Pendleton
- Reuben Lindsay Walker

## Unités d'artillerie notables de la guerre de Sécession
Danville Artillery
Batterie sudiste ayant participé à un grand nombre des batailles, sous Lee, Jackson. En 2003, une troupe de reconstitution historique l'a remis en service.
Fluvanna Artillery
Unité d'artillerie sudiste, de 2 batteries, levée en Virginie.
Washington Artillery
Levée en 1838, cette batterie rallie la Sécession en 1861. Actuellement[Quand ?], le « 141st Fied Artillery Regiment » maintient sa tradition et est basé en Louisiane.
Pointe Coupee Artillery
Unité d'artillerie sudiste, de 3 batteries, levée dans la région de La Nouvelle-Orléans. Elle opère sur le théâtre d'opérations occidental.